# Pidonia mitis
Pidonia mitis là một loài bọ cánh cứng trong họ Cerambycidae.